# Vitnesteinen
Vitnesteinen är en kulle i Antarktis. Den ligger i Östantarktis. Norge gör anspråk på området. Toppen på Vitnesteinen är 1 332 meter över havet.
Terrängen runt Vitnesteinen är varierad. Trakten är obefolkad. Det finns inga samhällen i närheten. 